# Nathaniel Bowditch
Nathaniel Bowditch (/ˈbaʊdɪtʃ/; 26 de março de 1773 - 16 de março de 1838) foi um matemático americano lembrado por seu trabalho na navegação oceânica.

## Carreira
Ele é frequentemente creditado como fundador da navegação marítima moderna; Seu livro "The New American Practical Navigator", publicado pela primeira vez em 1802, ainda é transportado a bordo de todos os navios da Marinha dos Estados Unidos. Foi oferecida a ele a cadeira de matemática e física em Harvard em 1806, mas ele recusou. Foi eleito membro das "Royal Societies of Edinburgh" e da "Royal Irish Academy".
Entre suas muitas contribuições, seria  uma tradução da Mecânica Celestial de Pierre-Simon Laplace, um trabalho longo sobre matemática e astronomia teórica, o mais importante. Esta tradução foi fundamental para o desenvolvimento da astronomia nos Estados Unidos.